# Várdojávrre
Várdojávrre, enligt tidigare ortografi Vartojaure, är en sjö i Jokkmokks kommun i Lappland och ingår i Luleälvens huvudavrinningsområde. Sjön har en area på 1,58 kvadratkilometer och ligger 920 meter över havet. Várdojávrres västra del ligger i Stora Sjöfallet Natura 2000-område och den östra delen ligger i Sarek Natura 2000-område. Sjön avvattnas av ett namnlöst biflöde till Guhkesvákkjåhkå och vidare av Sijddoädno som mynnar i vattenmagasinet Tjaktjajávrre vars utlopp är Blackälven.

## Delavrinningsområde
Várdojávrre ingår i det delavrinningsområde (749790-157394) som SMHI kallar för Utloppet av Vartojaure. Medelhöjden är 1 155 meter över havet och ytan är 16,68 kvadratkilometer. Det finns ett avrinningsområde uppströms, och räknas det in blir den ackumulerade arean 31,94 kvadratkilometer. Blackälven som avvattnar avrinningsområdet har biflödesordning 3, vilket innebär att vattnet flödar genom totalt 3 vattendrag innan det når havet efter 365 kilometer. Avrinningsområdet består mestadels av kalfjäll (82 procent). Avrinningsområdet har 1,58 kvadratkilometer vattenytor vilket ger det en sjöprocent på 9,5 procent. Delavrinningsområdet täcks till 7,9 procent av glaciärer, med en yta av 1,3181 kvadratkilometer.